# Castello di Bardassano
Il castello di Bardassano si trova nell'omonima frazione di Gassino Torinese, in città metropolitana di Torino, a 18 km dal capoluogo.

## Storia
Il castello fu costruito nell'XI secolo ed è ottimamente conservato. Durante il dominio della Repubblica di Chieri probabilmente fungeva da prigione.
La fortezza era posta di fronte al castello di Tortondenito, chiamato anche il Castellone, che fu distrutto alla fine del XIV secolo dai monferrini guidati da Facino Cane. La tradizione locale lo considerava già importante ed esistente all'epoca dell'assedio di Chieri da parte del Barbarossa, il quale vi avrebbe soggiornato dopo la distruzione della cittadina avvenuta nel 1156. Il castello ebbe la funzione di baluardo chierese contro le ingerenze del Monferrato.

## Architettura

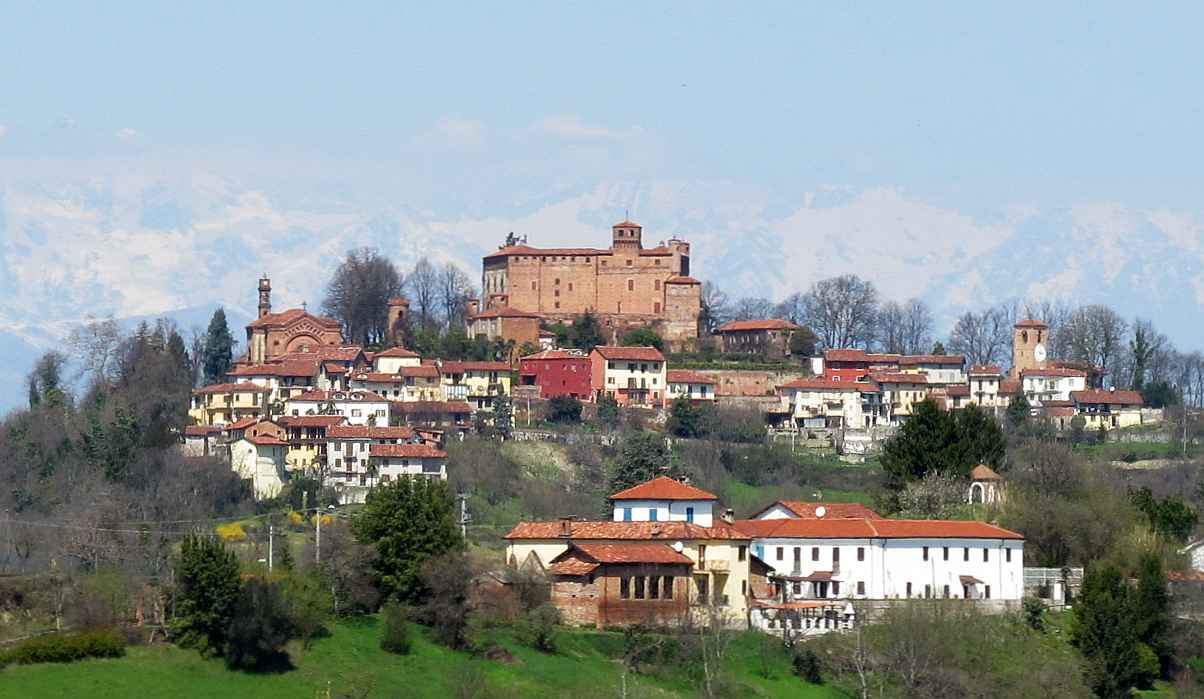
Il castello e la frazione visti da Trinità (Montaldo)

Il nucleo principale è formato da un possente edificio in mattoni, con torri angolari tonde e mastio a filo di cortina, al quale in una fase successiva fu aggiunto un complesso di fabbrica priva di torri, sporgente rispetto al nucleo precedente. I maggiori restauri si ebbero nel XVII secolo con la trasformazione di parti delle fortificazioni esterne in terrazzi a giardino: si notano una scalinata marmorea che conduce a un cortile in stile rinascimentale, i saloni del piano terra con decorazioni lignee e dipinti risalenti allo stesso periodo.
Un restauro più recente fu curato da Carlo Nigra.